# Scapa Flow

Mapa de Scapa Flow, en las islas Orcadas.

Localización de las islas Orcadas en Escocia.

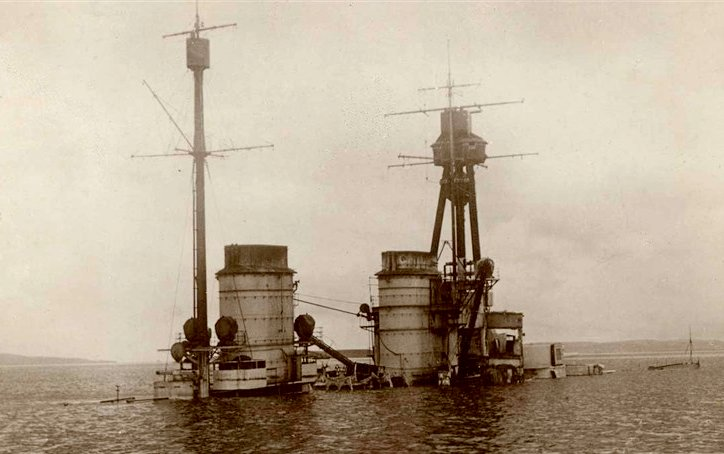
El hundimiento del SMS Hindenburg, en Scapa Flow.

Scapa Flow es un cuerpo de agua situado en las islas Orcadas, Escocia, Reino Unido. Rodeado por las islas Mainland, Graemsay, Burray, South Ronaldsay y Hoy, es conocido sobre todo por haber sido el fondeadero de la principal base naval del Reino Unido durante la Primera y Segunda guerras mundiales.
Utilizada ya por los navíos de guerra vikingos, la base permaneció en uso por la Marina Real británica hasta 1956.

## Primera Guerra Mundial
El 9 de octubre de 1917, el HMS Vanguard sufrió una explosión interna, por la que se hundió en aquellas aguas, donde permanecen sus restos protegidos bajo los términos del acta de protección de tumbas militares. En el transcurso de la Primera Guerra Mundial U-boots alemanes intentaron atacar naves británicas en Scapa Flow. Estos intentos fracasaron y fueron hundidos los submarinos SM U-18 y SM U-116.

## La flota alemana en Scapa Flow
Tras la derrota alemana en la Primera Guerra Mundial, 74 navíos de la Kaiserliche Marine se internaron en Gutter Sound, Scapa Flow, pendientes de una decisión sobre su futuro en el Tratado de Versalles. Llegaron en noviembre de 1918 tras el Armisticio, convirtiéndose pronto en una especie de atracción turística. El 21 de junio de 1919, el almirante Ludwig von Reuter, oficial alemán al mando en Scapa Flow, tras esperar la salida en maniobras del grueso de la flota británica, dio la orden de echar a pique sus barcos para impedir que cayesen en manos británicas. Se hundieron 51 naves, y los nueve marineros que perecieron en ellas fueron las últimas bajas de la Primera Guerra Mundial.
Diez acorazados fueron hundidos, los  SMS Bayern, SMS Kronprinz Wilhelm, SMS Markgraf, SMS Großer Kurfürst, SMS Prinzregent Luitpold, SMS Kaiser, SMS Kaiserin, SMS Friedrich der Große, SMS König Albert y el SMS König. El SMS Baden se salvó del hundimiento tras ser varado.
Cinco cruceros de batalla fueron hundidos, los SMS Hindenburg, SMS Derfflinger, SMS Seydlitz, SMS Moltke y SMS Von der Tann.
Cinco cruceros fueron hundidos, los SMS Köln, SMS Karlsruhe, SMS Dresden, SMS Brummer y SMS Bremse. Mientras que los SMS Nürnberg, SMS Frankfurt y SMS Emden quedaron varados.
Cuarenta y cuatro destructores fueron hundidos y otros cuatro quedaron varados:
- Primera Flotilla (SMS G 40, SMS G 38, SMS G 39, SMS V 129, SMS S 32)
- Segunda Flotilla (SMS G 101, SMS G 103, SMS V 100, SMS B 109, SMS B 110, SMS B 111, SMS B 112)
- Tercera Flotilla (SMS S 53, SMS S 54, SMS S 55, SMS S 91, SMS V 70, SMS V 73, SMS V 81, SMS V 82)
- Sexta Flotilla (SMS V 43, SMS V 44, SMS V 45, SMS V 46, SMS S 49, SMS S 50, SMS V 125, SMS V 126, SMS V 127, SMS V 128, SMS S 131)
- Séptima Flotilla (SMS S 56, SMS S 65, SMS V 78, SMS V 83, SMS G 92, SMS S 136, SMS S 137, SMS S 138, SMS H 145, SMS G 89)
- Decimoséptima media Flotilla (SMS S 36, SMS S 51, SMS S 52).

Ernest Cox compró y rescató 43 de las naves en la década de 1920, un logro que la mayoría de la gente de la época consideró imposible, utilizando distintas técnicas. Ascendió los barcos más pequeños con muelles flotantes y guindalezas. En los mayores, culminando con el SMS Hindenburg de 28 000 t, parcheó todos sus agujeros, bombeando posteriormente aire comprimido en el casco para sacar el agua y hacerlo flotar boca abajo. Ocho de los pecios continúan en Scapa Flow, y son lugares populares de buceo.

## Segunda Guerra Mundial
A principios de la Segunda Guerra Mundial, el U-47 comandado por Günther Prien penetró en Scapa Flow el 14 de octubre de 1939 alcanzando al HMS Royal Oak en la bahía de Scapa. Los torpedos del U-47 abrieron un boquete de 9 m en el Royal Oak, que no tardó en hundirse. De la tripulación de 1400 hombres, 833 perecieron, siendo actualmente el lugar del hundimiento una tumba de guerra protegida. Tras el ataque, Winston Churchill ordenó la construcción de una serie de diques para bloquear las entradas orientales a Scapa Flow. Estas "Barreras de Churchill" proporcionan en la actualidad acceso por carretera desde Mainland a Burray y South Ronaldsay.
Tres días después del ataque submarino, cuatro bombarderos Junkers Ju 88 de la Luftwaffe sobrevolaron Scapa Flow en uno de los primeros bombardeos de la guerra sobre Gran Bretaña, dañando gravemente al veterano acorazado HMS Iron Duke. En el transcurso de la acción fue derribado uno de los bombarderos por una batería antiaérea en Hoy.